# Chepesch (ägyptische Mythologie)
Chepesch ist eine altägyptische Gottheit des Sternbildes Chepesch und ist erstmals im Neuen Reich belegt.

## Etymologie
Der Begriff Chepesch entstand in der neuägyptischen Sprache aus der ursprünglichen Bezeichnung Mesechtiu, die sich am Ende des Mittleren Reiches in der hieroglyphischen Schreibung vereinzelt änderte und im Neuen Reich in Verbindung mit dem altägyptischen Totenbuch teilweise durch die Bezeichnung „Chepesch“ ersetzt wurde. Das zugehörige Sternbild des großen Bärs wurde zunächst als „Schenkel des Seth“ betrachtet.

## Mythologische Verbindungen
Im Neuen Reich wird im Nutbuch erwähnt, dass das Sternbild der Gottheit Chepesch aus sieben Sternen besteht. Von der 21. bis zu der 24. Dynastie sind die Aussagen bezeugt, dass der Gott Chepesch am Himmel zum Westen hinüberfährt und als Retter des Amulettträgers fungiert. Ergänzend wird erwähnt, dass Thot die Planke des Chepesch-Sternbildes gelöst und die Verstümmelung bei Sah zugelassen habe.
In der griechisch-römischen Zeit wurde Chepesch in Zaubersprüchen angerufen, um eine Gottesvision zu erhalten. Außerdem stand Chepesch mit der Gottheit des Tempels „Netjer-hut-netjer“ in positiver Verbindung.